# Fabryka Samochodów Ciężarowych „Star”
Ne pas confondre avec Fabryka Samochodów Ciężarowych.
Pour les articles homonymes, voir FSC.
Fabryka Samochodów Ciężarowych „Star” ou FSC est un constructeur de camions polonais.

## Historique

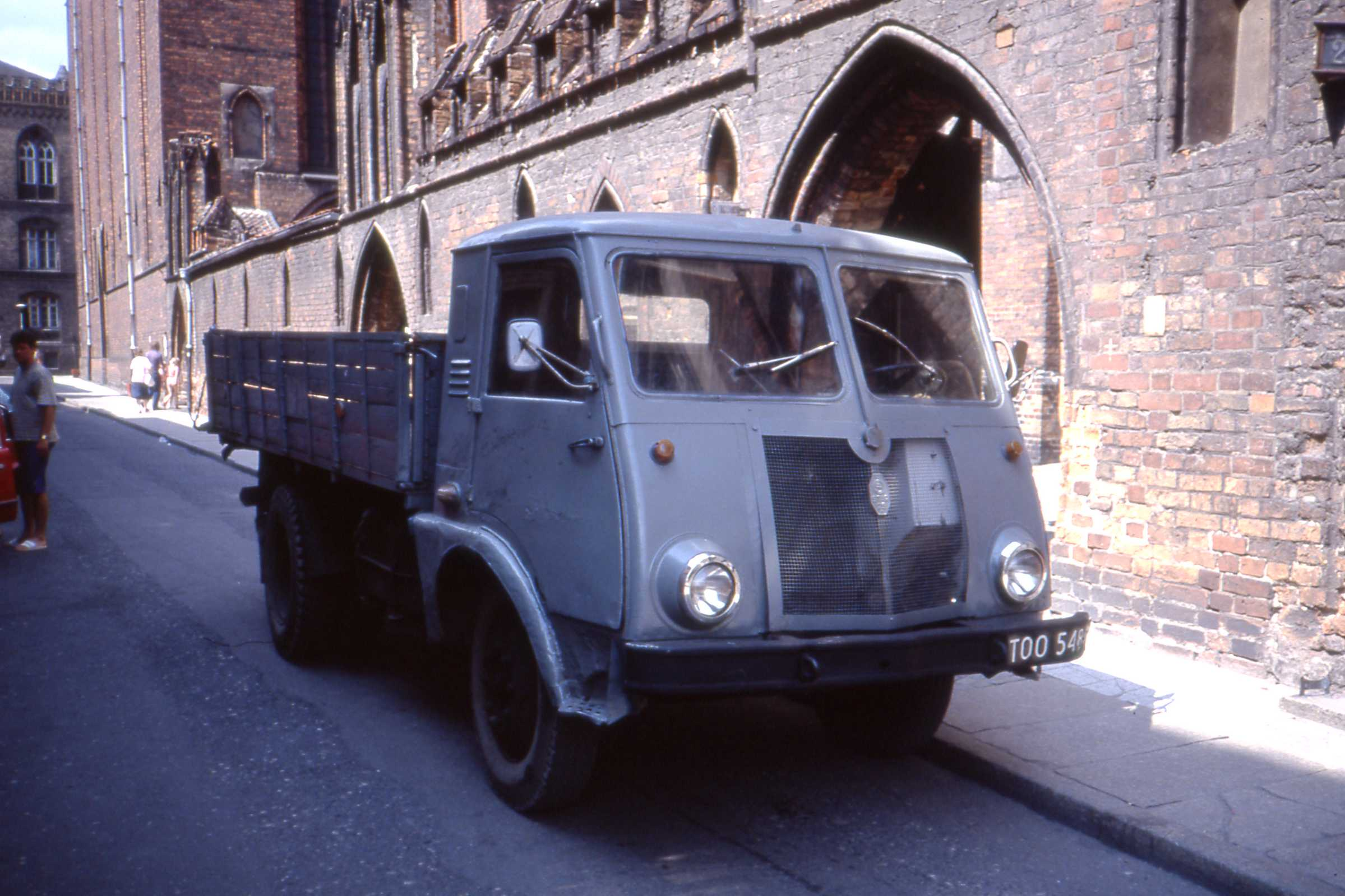
Star 25

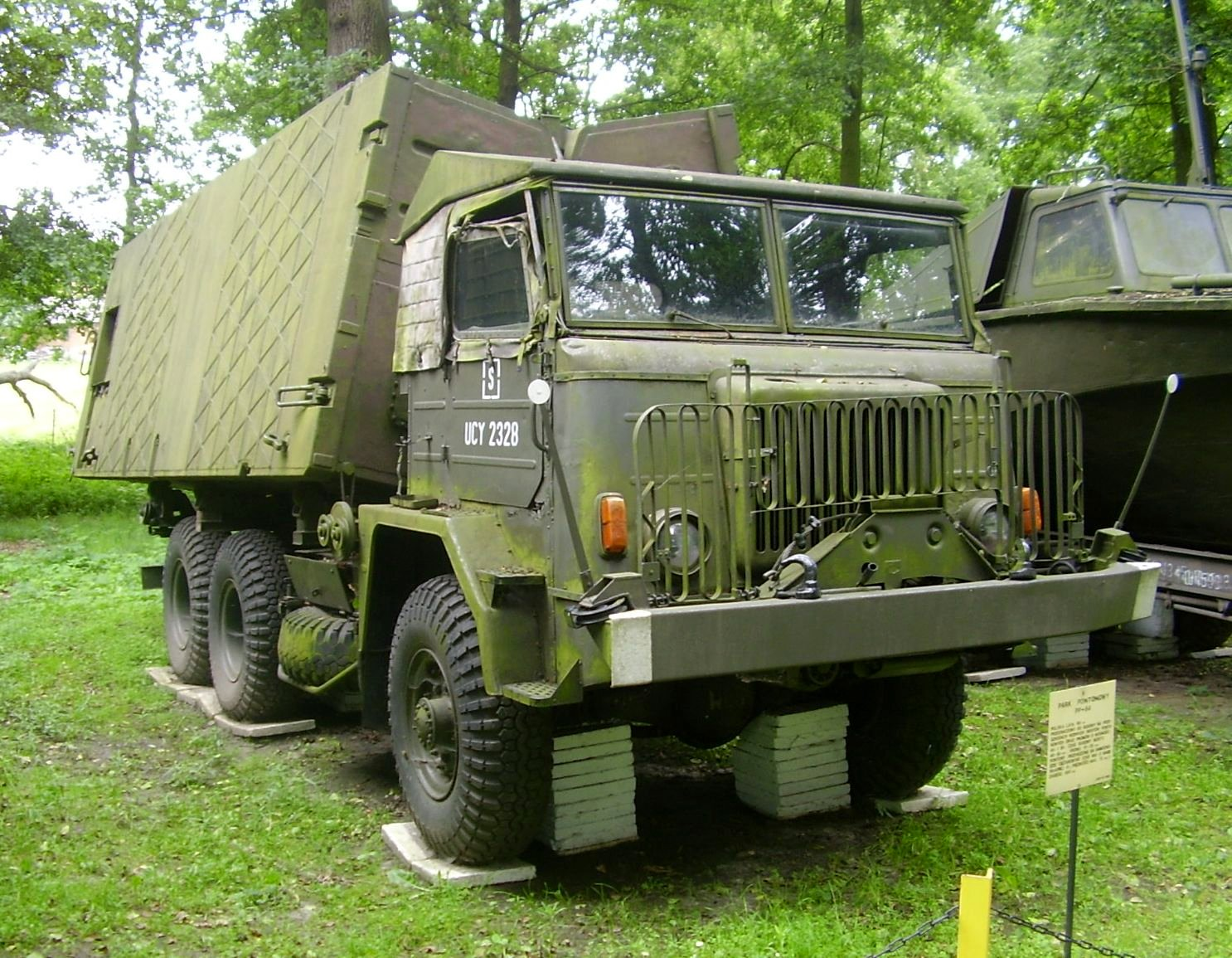
Star 660

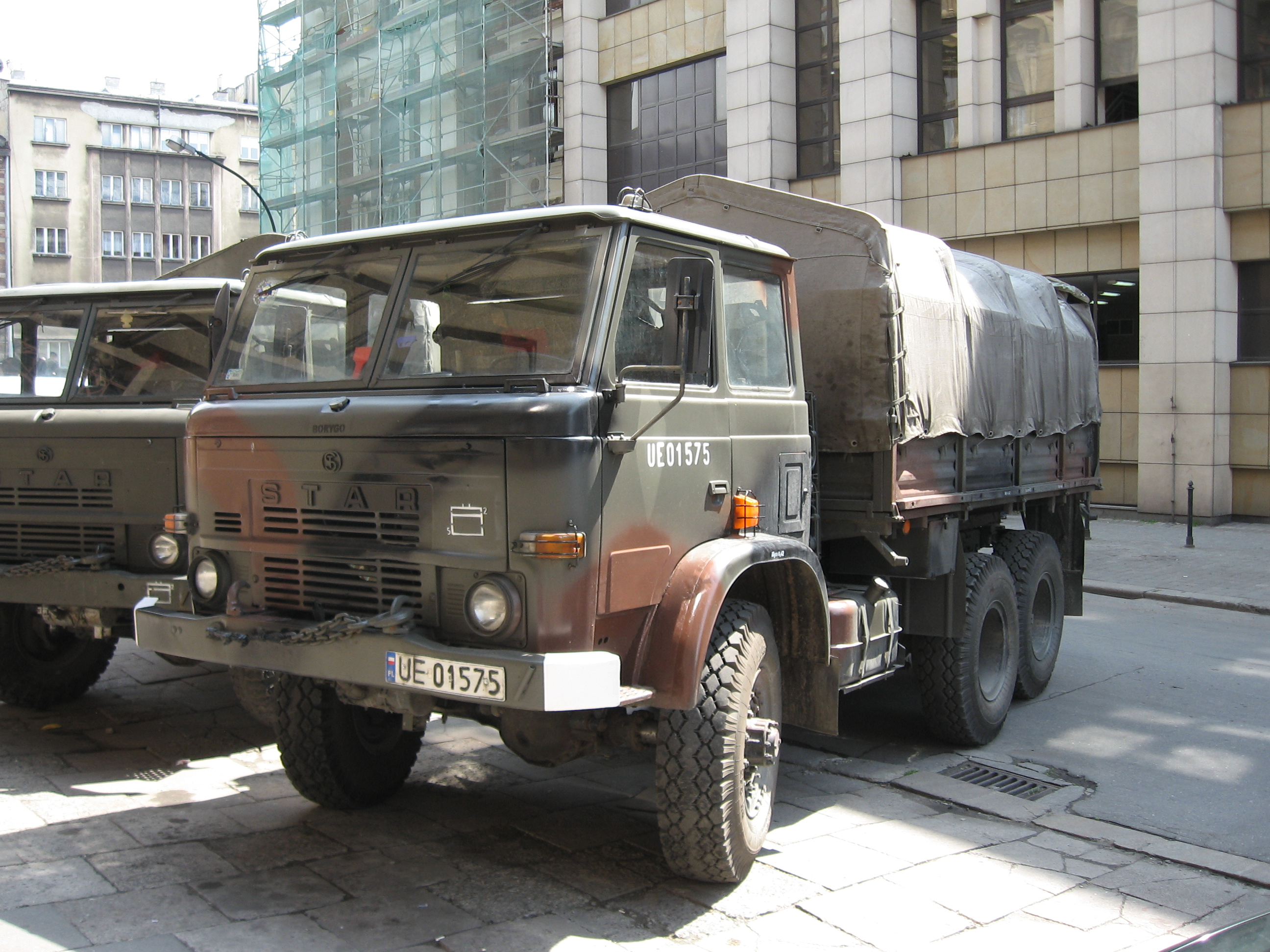
Star 266

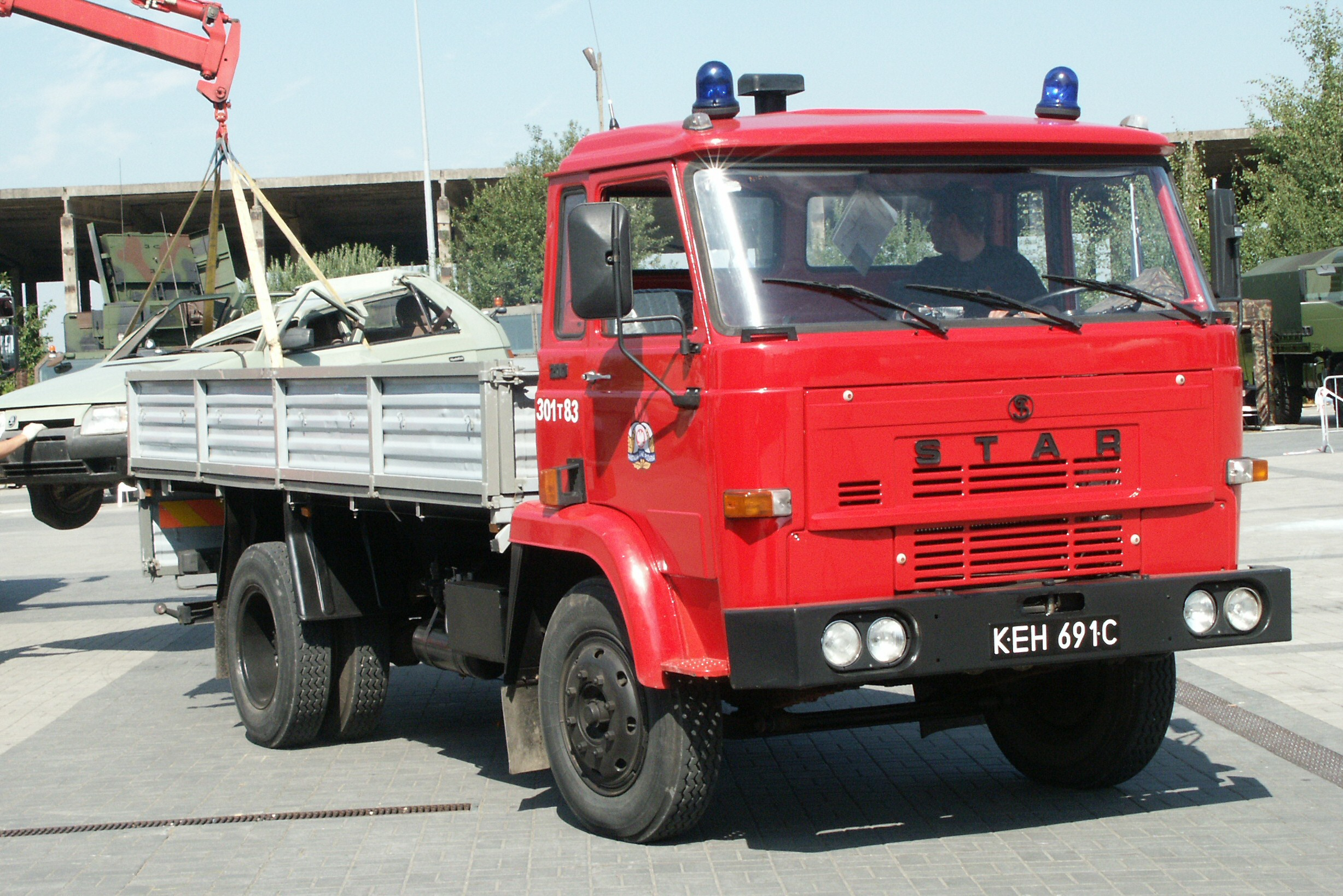
Star 200

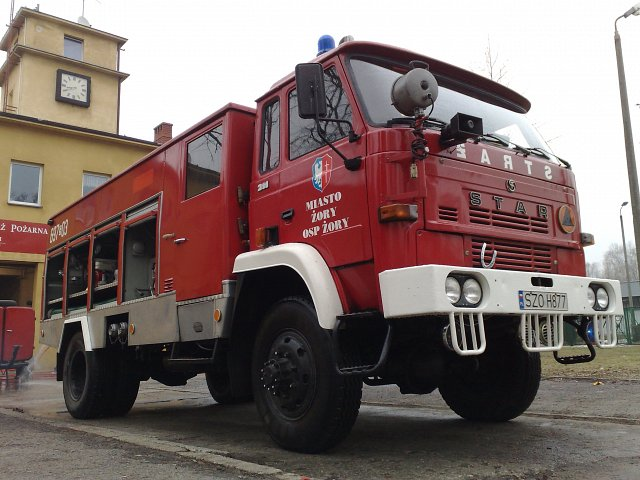
Star 244

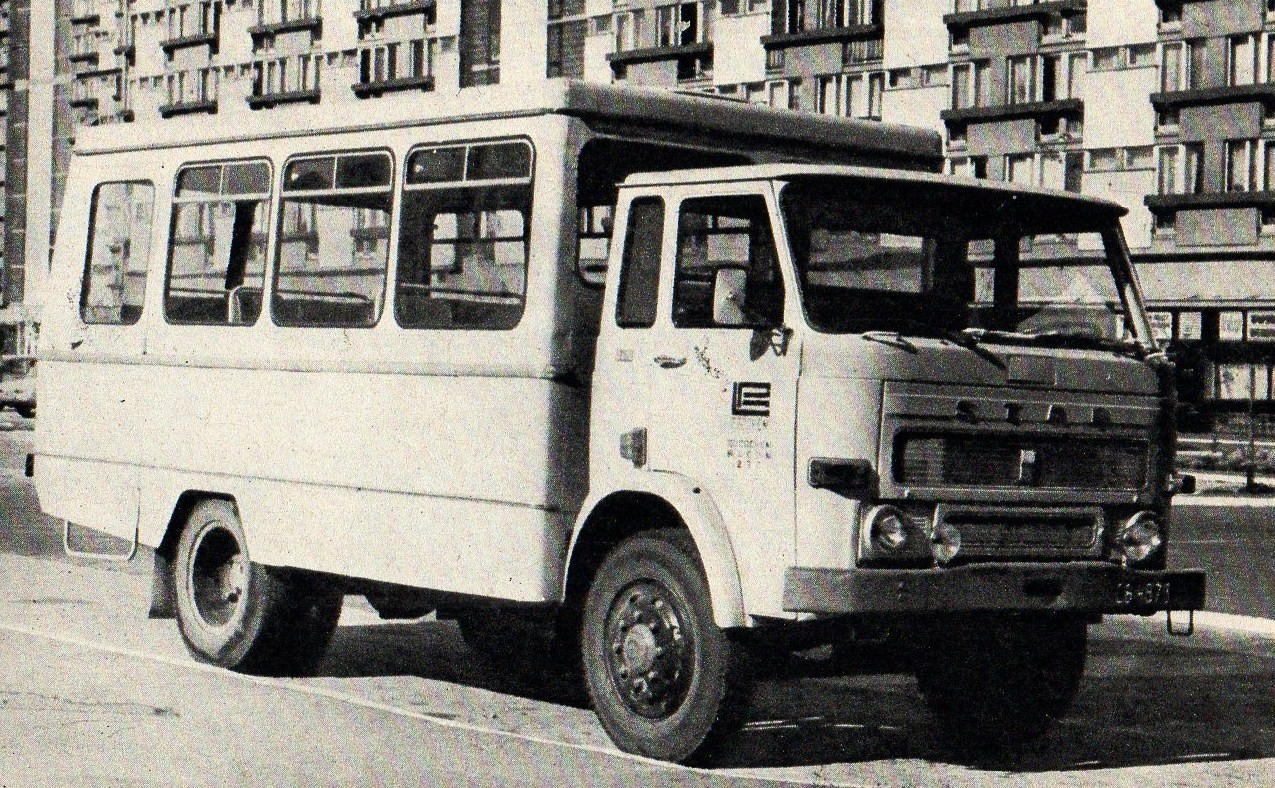
Star Osinobus

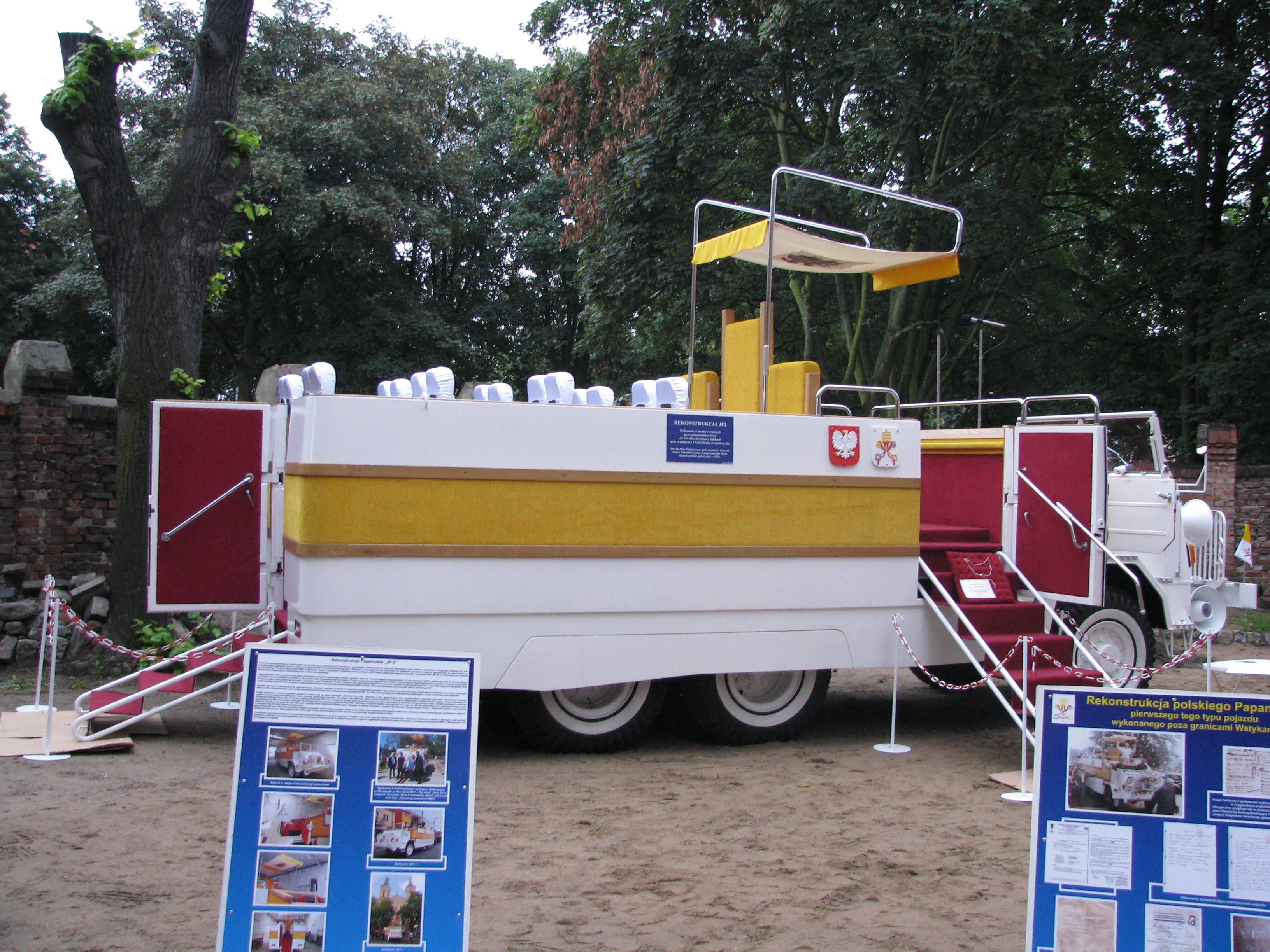
Papamobile à base de camion Star 660 (réplique)

L'entreprise est créée en 1948 à Starachowice à base d'usines mécaniques fondées en 1920 fabricant entre les deux guerres des canons et les châssis pour les voitures Lilpop, Rau i Loewenstein (en). Le 15 décembre 1948 est présenté le premier modèle de la marque, le Star 20. En 1953 l'entreprise construit un prototype à six roues motrices le Star 66, dont la production en série débute cinq ans plus tard. En 1976 l'entreprise employait 22 000 salariés. Après une grève d'occupation en 1991 elle est transformée en société nommée Zakłady Starachowickie Star S.A. qui au milieu des années 1990 passe sous contrôle de la société Sobiesław Zasada Centrum S.A. Elle tente sans succès de créér un konzern polonais de fabrication d'utilitaires, ultérieurement elle est divisée en deux sociétés distinctes: Star Trucks Sp. z o.o. et Inwest Star S.A. En 1999, après que la société allemande MAN AG devient l'actionnaire principal de Star Trucks, l'ancienne usine Star continue à produire des camions, d'abord de sa propre conception puis des modèles  comportant des éléments MAN tels que moteurs et cabines.
Le 1er août 2003 a lieu la fusion de MAN Star Trucks et MAN Bus Polska. La société MAN STAR Trucks & Busses voit alors le jour avec le siège à Sady près de Poznań. La même année à Starachowice démarre la production d'éléments de carrosserie et autres pièces pour les bus. En 2004 l'usine de Starachowice reçoit le certificat ISO 9001. Le niveau de production est en baisse constante pour atteindre quelques centaines d'unités par an. Pour cette raison la production est transférée à Graz en Autriche, l'usine de Starachowice ne fabrique que des petites séries pour les besoins de l'armée et autres services.
En 2006 la production de camions s'arrête définitivement à Starachowice, le centre de fabrication produit des éléments de carrosserie de bus et des pièces de camions pour le groupe MAN AG.
Le 9 janvier 2009 la société MAN STAR Trucks & Busses retire de son nom le composant "Star" pour devenir MAN Bus.
Durant son existence l'entreprise Star a produit 631 500 camions.

## À l'étranger
Les camions Star ont été exportés dans les pays de l'ancien bloc de l'Est mais aussi en Égypte, Yémen et Thaïlande.

## À l'écran
En 1991 un documentaire intitulé To nie ten sierpień (en polonais Ce n'est pas cet août) a été réalisé par Sławomir Koehler et Ewa Sochacka. Ce film montre l'ambiance qui régnait à l'usine pendant la grève du mois d'août 1991,.

## Principaux modèles
- Star 20 – (1948-1957)
- Star 21 – (1957-1960)
- Star 25 – (1960-1971)
- Star 27 – (1962-1971)
- Star 28 – (1968-1989)
- Star 29 – (1968-1983)
- Star 38 – (1983?-1994?)
- Star 200 – (1975-1994)
- Star 742 – (1990-2000)
- Star 8.125 – (1998-2000)
- Star 1142 – (1986-2000)
- Star 12.155 – (1998-2000)
- Star série S2000 – (2000-2004)
- Star série TGL – (à partir de 2005)
- Star 66 - (1958-1965)
- Star 660 - (1965-1983)
- Star 266 - (1973-2000)
- Star 244 - (1975-2000)
- Star 744
- Star 944 - (2000-2006)
- Star 1466 - (2001-2006)
- Star Osinobus